# Heksan
Heksan (prema grč. : šest, C6H14) je zasićeni tekući ugljikovodik sa šest ugljikovih atoma u molekuli; te je šesti član homolognoga niza alkana.

## Nomenklatura
Naziv se može odnositi na bilo koji od preostala četiri struktirna izomera, no prema IUPACovoj nomenklaturi, heksan je nerazgranati izomer (n-heksan).

## Osobine
Heksan postoji u pet izomernih oblika. Važan je sastojak lakoga benzina i nafte.

Normalni (ravnolančasti) heksan, pri sobnoj temperaturi je bezbojna zapaljiva tekućina, vrelišta između 50 i 70 °C, a mirisa nalik benzinu.

## Upotreba
U širokoj je upotrebi kao jeftina, relativno sigurna, vrlo inertno i lako hlapivo nepolarno otapalo. Također se koristi i kao sredstvo za ekstrakciju ulja i masti.

### Ostali projekti
|  | Zajednički poslužitelj ima još gradiva o temi Heksan |